# Wilhelm Lande

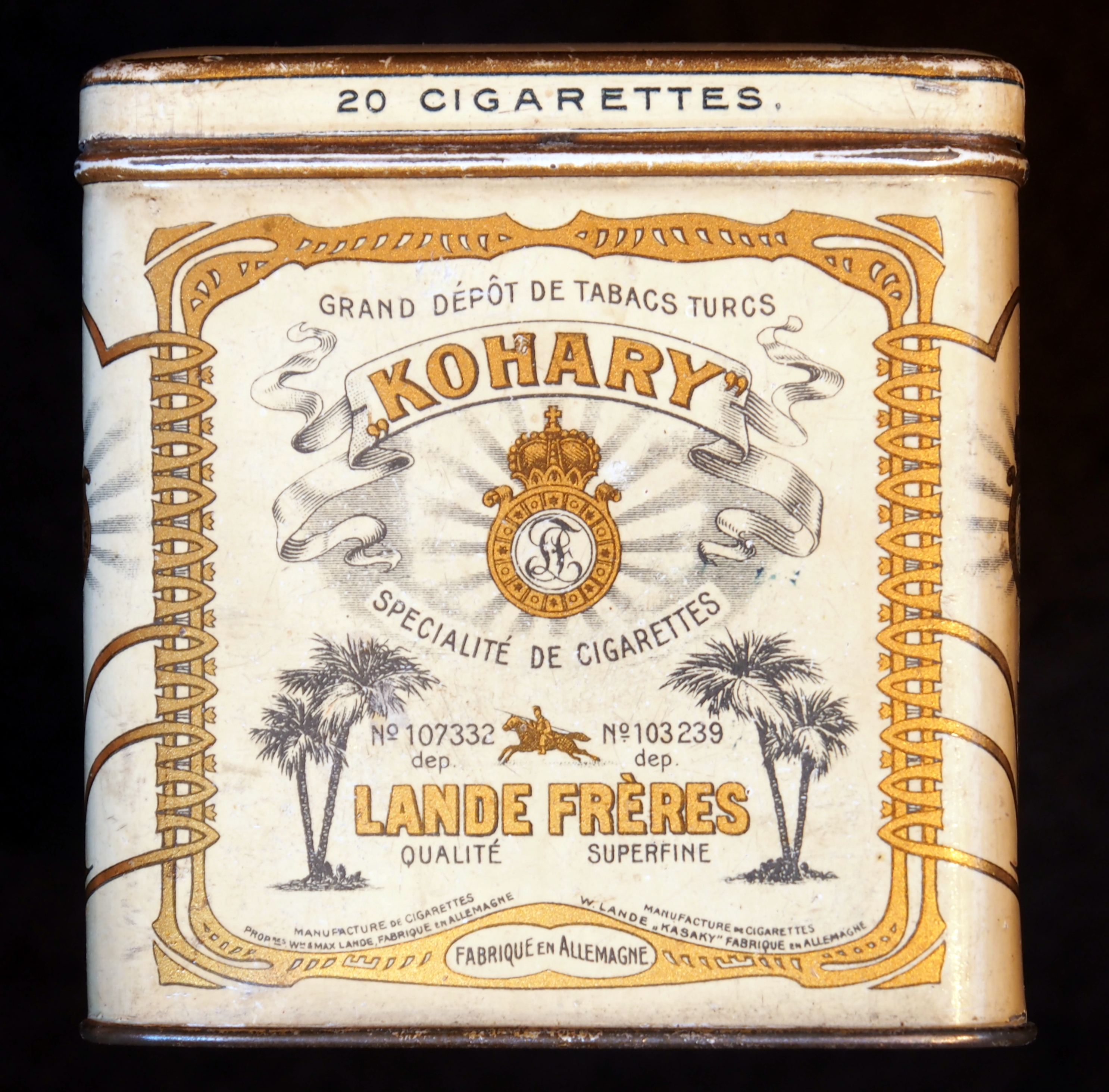
Zigarettendose mit der vollständigen Bezeichnung der Zigarettenfabrik W. Lande

Wolf Wilhelm Lande, auch Wilhelm Lande oder Wolf Lande, (* 1. Januar 1869; † 1951 in den USA) war ein deutscher Unternehmer und bis 1938 Inhaber der Zigarettenfabrik W. Lande in Dresden.

## Leben
1897 gründete Wilhelm Lande seine erste Zigarettenfabrik in Halberstadt und verlegte diese um die Jahrhundertwende nach Dresden. Partner war dabei Max Lande, ein Verwandter von ihm, der aus Dessau stammte. 
Der Unternehmenssitz der Lande Zigaretten- und Tabakfabrik „Kasaky“ in Dresden lag zunächst an der Zöllnerstraße in der Johannstadt, sehr bald zog Lande auf das Grundstück Laubestraße 24 in Striesen, nun unter der Firma W. Lande Zigarettenfabrik. Waren es dort anfangs rund 100 Beschäftigte, vergrößerte sich Lande laufend. 1929 gründete er die Tochtergesellschaft „Macedonia“, die vor allem für den Vertrieb und die Belieferung zuständig war.
Nach über 25 Jahren zog die Fabrikation 1932 in das Fabrikgebäude Junghansstraße 5 in Striesen um.
Noch 1932 mit hohen Auszeichnungen bedacht, produzierten in diesem Jahr rund 600 Beschäftigte 1,2 Milliarden Zigaretten. Anders als andere Dresdner Juden entschied die Familie unmittelbar nach der nationalsozialistischen Machtergreifung, den für damalige Zeit hochmodernen Betrieb zu veräußern und auszuwandern: Wilhelm Lande und seine Frau Ida Lande geb. Katz wanderten noch im Frühling 1933 aus, Tochter Cäcilie verkaufte Lande und Macedonia im Juni/Juli 1933 an den NS-Funktionär Karl Geissinger und verließ ebenfalls Deutschland.
Wilhelm Lande starb 1951 in den USA durch Suizid. Das zuletzt genutzte Fabrikgebäude der W. Lande Zigarettenfabrik, das unter Denkmalschutz steht, gehört heute zur f6 Cigarettenfabrik Dresden GmbH.